# Niederentzen
Niederentzen (deutsch Niederenzen) ist eine französische Gemeinde mit 807 Einwohnern (1. Januar 2022) im Département Haut-Rhin in der Region Grand Est (bis 2015 Elsass). Sie gehört zum Arrondissement Thann-Guebwiller und zum Kanton Ensisheim.

## Geografie
Die Gemeinde Niederentzen liegt an der Ill, etwa 15 Kilometer südlich von Colmar. Im Westen reicht das Gemeindegebiet bis an die Alte Thur, im Süden geht das bebaute Areal nahtlos in das Gebiet der Gemeinde Oberentzen über.

## Geschichte
Um 1276 hieß der Ort Nidern Enszheim (Nieder-Ensisheim). Die Siedlung war im 13. Jahrhundert der Fürstabtei Murbach unterstellt.
1358 wurde das Dorf den Herren von Hattstatt als Lehen übergeben. Nach deren Aussterben ging Niederenzen 1585 auf die Truchsess von Rheinfelden über und blieb bis zur Französischen Revolution in deren Besitz. Die Gebeine des 1694 verstorbenen Johann-Melchior Truchsess von Rheinfelden ruhen im Chor der Kirche.
Von 1871 bis zum Ende des Ersten Weltkriegs gehörte Niederenzen als Teil des Reichslandes Elsaß-Lothringen zum Deutschen Reich und war dem Kreis Gebweiler im Bezirk Oberelsaß zugeordnet.

### Bevölkerungsentwicklung
| Jahr      | 1910 | 1962 | 1968 | 1975 | 1982 | 1990 | 1999 | 2007 | 2013 | 2018 |
| --------- | ---- | ---- | ---- | ---- | ---- | ---- | ---- | ---- | ---- | ---- |
| Einwohner | 249  | 207  | 226  | 263  | 312  | 320  | 322  | 363  | 594  | 718  |

## Sehenswürdigkeiten
Der Chor der Pfarrkirche St. Agathe stammt aus dem 15. Jahrhundert, das Schiff aus dem frühen 18. Jahrhundert. Der achteckige Glockenturm wurde 1828 errichtet. 1859 folgten weitere Umbauten und Erweiterungen, 1940 erneuerte man die Deckenmalereien, und 1967 wurde die Kirche grundlegend saniert. Die Kirche wurde 1995 als Monument historique eingeschrieben.

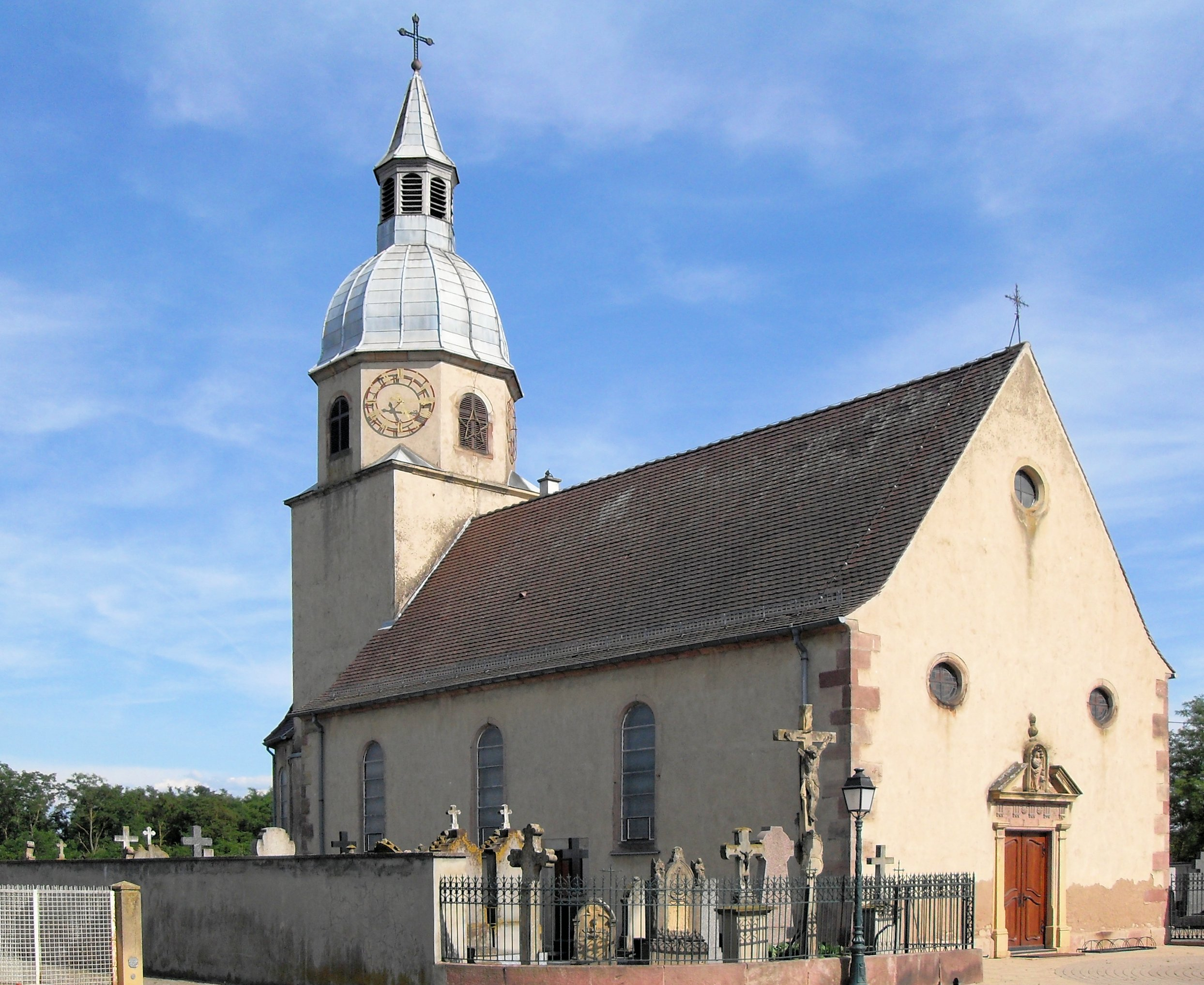
Kirche St. Agathe
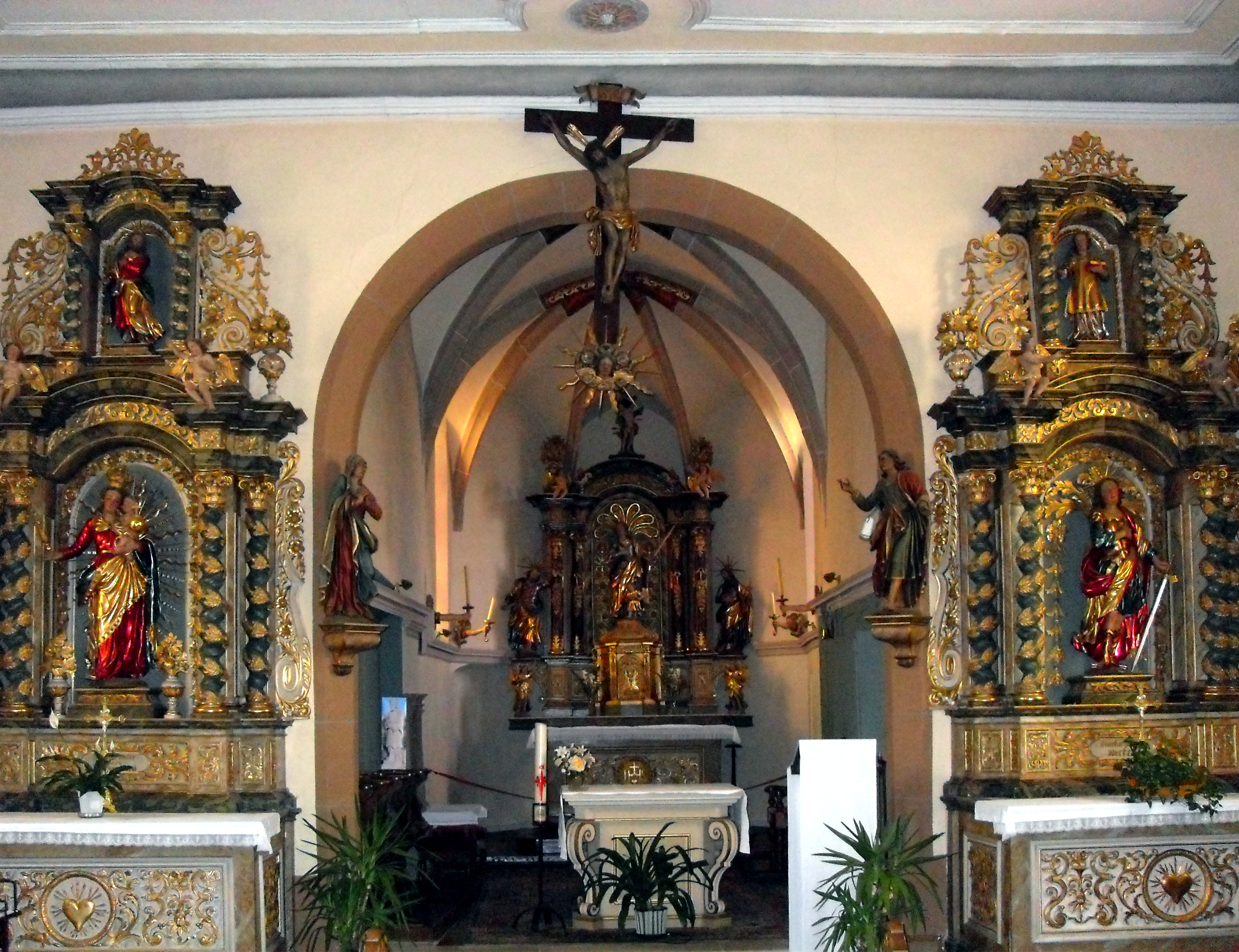
Innenansicht der Kirche